# Dasyphyllum flagellare
Dasyphyllum flagellare là một loài thực vật có hoa trong họ Cúc. Loài này được (Casar.) Cabrera mô tả khoa học đầu tiên năm 1959.